# 瞿振元
瞿振元（1946年—），男，汉族，江苏启东人，中华人民共和国政治人物，中国共产党党员，第十一届全国政协委员。清华大学自动控制系本科和硕士研究生毕业，理学硕士。

## 生平
2002年任中国农业大学党委书记。2008年，当选第十一届全国政协委员，代表农业界，分入第三十九组。并担任教科文卫体委员会专委。